# Ángel Concheiro Nine
Angel Concheiro Nine, nacido en Órdenes (La Coruña) el 16 de noviembre de 1951, es un científico gallego autor de la publicación de diversos artículos de relevancia internacional en el campo de los sistemas de administración de fármacos y la medicina regenerativa.

## Trayectoria
Licenciado y Doctor en Química y Farmacia por la Universidad de Santiago de Compostela (USC). Farmacéutico especialista en Farmacia Industrial y Galénica, y en Análisis y Control de Medicamentos y Drogas. Entre los años 1983 y 1988 fue Profesor Titular y desde 1988 Catedrático de Farmacia y Tecnología Farmacéutica de la Universidad de Santiago de Compostela. Estuvo en la vicepresidencia desde el año 2005 hasta el 2012 y consiguió la Presidencia del Comité de Evaluación de Medicamentos (CODEM-VET) de la Agencia Española de Medicamentos y Productos Sanitarios (AEMPS) en el año 2012.
Es Catedrático de Farmacia y Tecnología Farmacéutica de la USC. Su investigación se centra en el diseño y evaluación de sistemas de administración de fármacos para cesión controlada, vectorizada y en respuesta a estímulos, los entramados poliméricos e hidrogeles inteligentes e imprinted, los sistemas biomiméticos, la modificación superficial de productos sanitarios para carga y cesión de fármacos (productos de combinación) al prever la formación de biofilm microbiano, y la preparación de andamiajes poliméricos para medicina regenerativa.
El elevado número de publicaciones (+320) y el número de citas que recibió su trabajo lo sitúan en el puesto 12 en el h-index in Pharmacology and Pharmacy of Spain. Además, forma parte del 2% de los científicos más citados e influyentes del mundo según la base de datos elaborada por la Universidad de Stanford, SciTech Strategies y Elsevier.
Fue secretario de la Facultad de Farmacia desde abril del año 1984 hasta abril del año 1986, vicedecano de la Facultad de Farmacia desde abril de 1986 hasta mayo de 1989, y Director del Instituto Universitario de Farmacia Industrial de la USC del 1997 al 2004.
Director del Departamento de Farmacia y Tecnología Farmacéutica de la USC, desde octubre de 2004 hasta octubre de 2012, y del Departamento de Farmacología, Farmacia y Tecnología Farmacéutica de la USC, del 19 de diciembre de 2018 hasta el 19 de febrero de 2019.
Asimismo, fue Socio Fundador y Presidente de la Sociedad Española de Farmacia Industrial y Galénica (SEFIG) del 1999 al 2004. Posteriormente ingresó en la Real Academia de Farmacia de Galicia, de la cual es Académico Numerario. Desde el año 2020, pasa a ser Director-Comisario del Instituto de Materiales de la USC (iMATUS).

## Premios y reconocimientos
Fue galardonado con el premio PSWC Research Achievement Award 2010 de la International Pharmaceutical Federation (FIP) y a American Association of Pharmaceutical Scientists (AAPS) “in recognition of his significant contribution to the advancement of pharmaceutical sciences during the course of a most distinguished career” ("en reconocimiento a su importante contribución al avance de las ciencias farmacéuticas al largo de una carrera muy distinguida"), y con el premio BIOGA (2.ª edición, año 2015)  a la Mejor Idea Empresarial por Lentimed Medical Devices S.L.

### Otros artículos
- Academia de Farmacia de Galicia

- Datos: Q38329931